# Tramwaje w Mürren
Tramwaje w Mürren − zlikwidowany system komunikacji tramwajowej w szwajcarskim mieście Mürren.

## Historia
Powodem budowy linii tramwaju konnego w Mürren była oddalona od hotelu stacja kolejowa na linii Bergbahn Lauterbrunnen-Mürren (BLM). Linię tramwajową o długości 500 metrów otwarto 10 lipca 1894. W 1931 zawieszono kursy pasażerskie. Ostatecznie linię tramwajową zamknięto w 1937. Torowiska rozebrano około 1965. 

## Linia
Trasa linii tramwajowej zaczynała się przy dworcu kolejowym:
- Mürren Station - Kurhaus

## Tabor
Do obsługi linii posiadano 3 wagony w tym dwa do przewozu towarów i bagaży. Do dzisiaj zachował się wagon pasażerski wyremontowany w 1993 i prezentowany w hali głównej kolei BLM w Mürren. 
Dane techniczne taboru:
| Typ | Rok produkcji | Liczba egzemplarzy/numery | Długość | Waga     | Uwagi            |
| --- | ------------- | ------------------------- | ------- | -------- | ---------------- |
| C   | 1894          | 1/bez numeru              | 3,2 m   | 0,5 tony | wagon pasażerski |
| (M) | 1894          | 2/bez numerów             | 3,1 m   | 0,3 tony | wagony towarowe  |